# Den gyldne pil
Den gyldne pil var et direkte sendt TV-underholdningsprogram på Danmarks Radio i 1972-73 med Otto Leisner som vært med show (fx musik) og skydekonkurrence mellem seerne. Programmet blev sendt fra Nykøbing Falster Teater og blev kendt på bl.a. frasen "På med Pilen Palle", idet den mand, der betjente det armbrøst-lignende våben, hed Palle. Der var to sæsoner.
Sæson 1 var rent dansk, mens sæson to var et dans-norsk-svensk samarbejde.

## Optrædende
- Dario Campeotto
- Kai Løvring
- Birthe Kjær